# Nine Elms (London Underground)

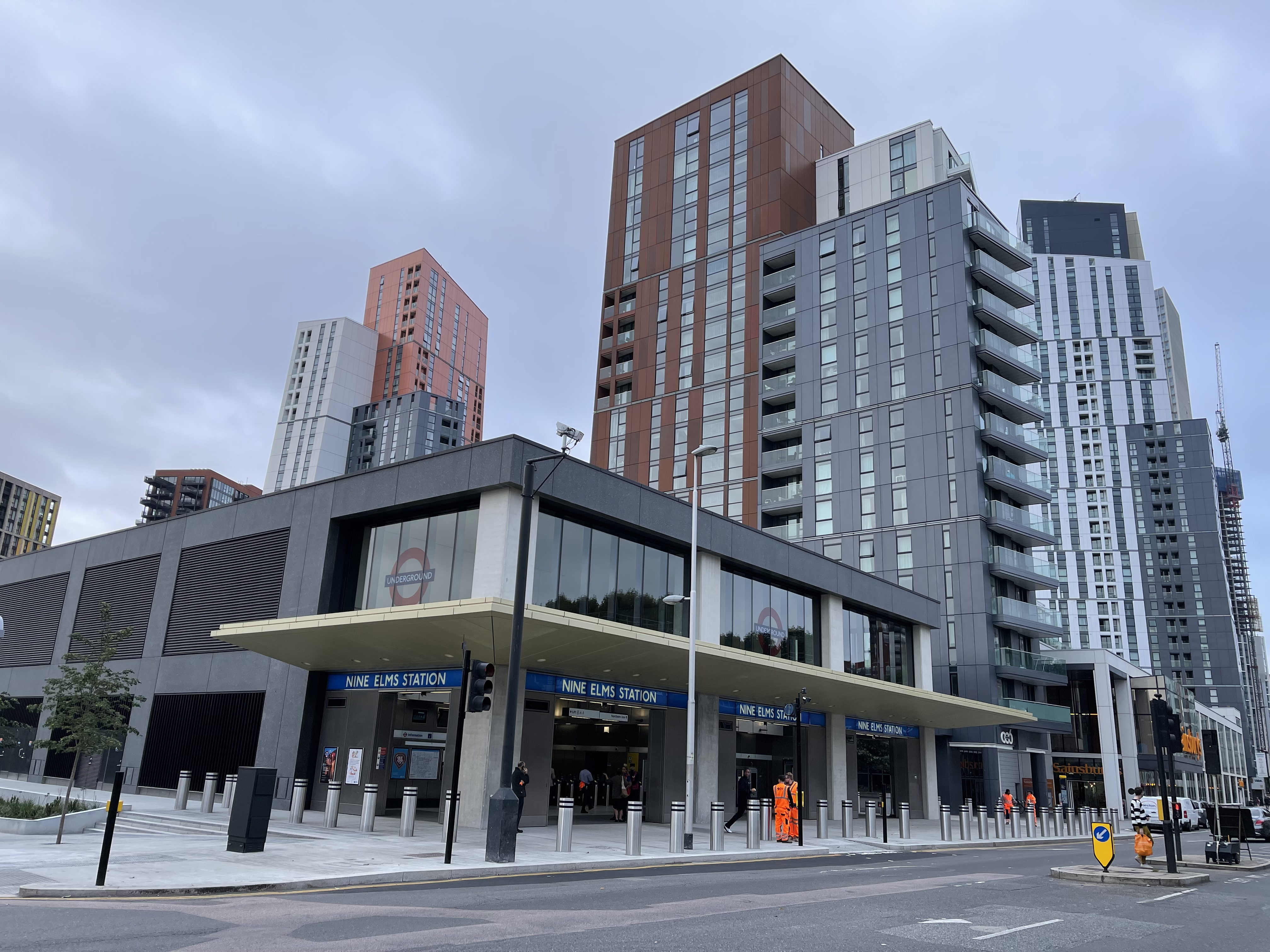
Das Stationsgebäude im September 2021

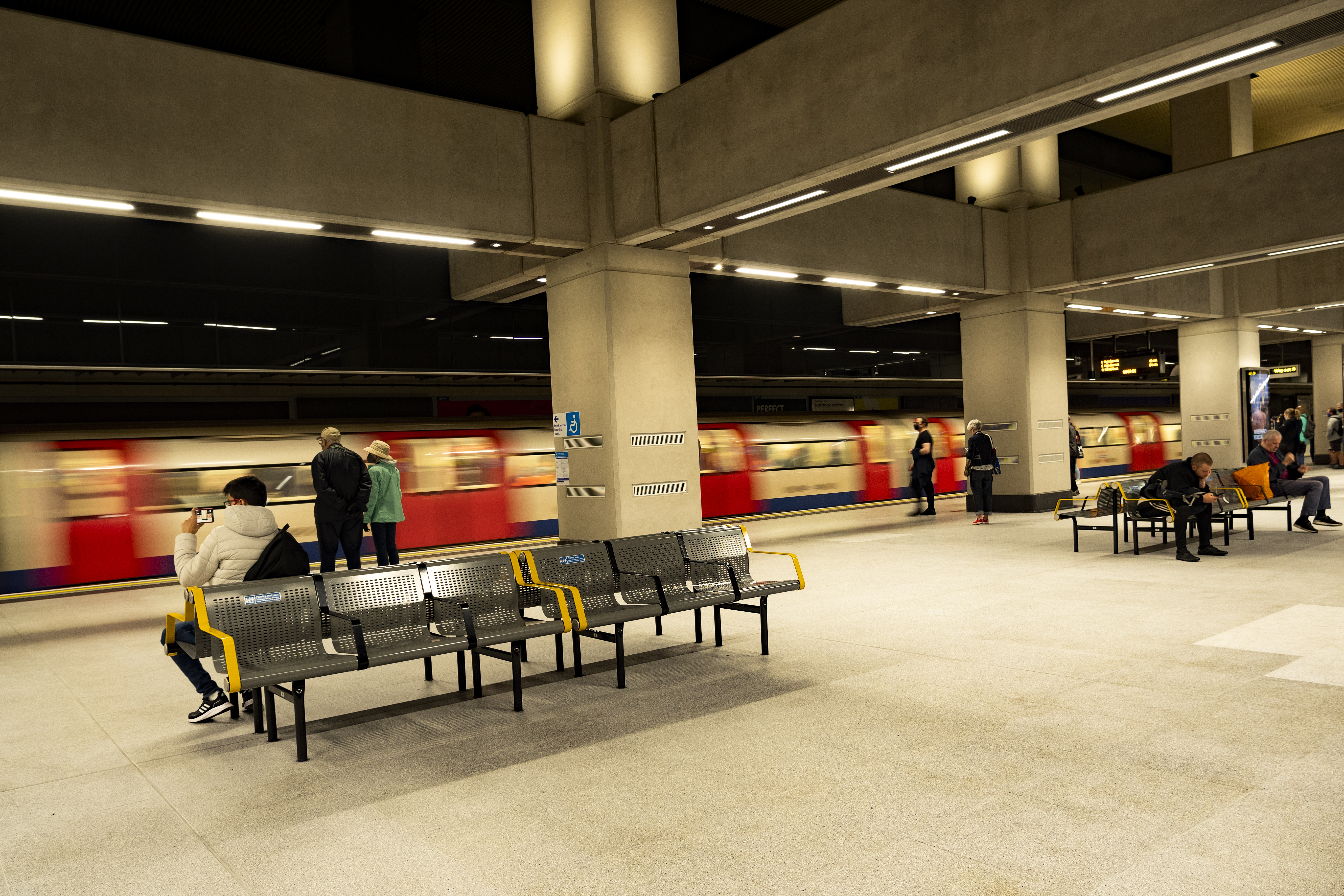
Bahnsteigebene

Nine Elms ist eine Tunnelstation der London Underground. Sie befindet sich im gleichnamigen Stadtteil Nine Elms im Bezirk London Borough of Lambeth an der Kreuzung von Wandsworth Road und Pascal Street. Nine Elms ist eine von zwei Stationen an der 2021 eröffneten Verlängerung der Northern Line von Kennington nach Battersea Power Station. In der Nachbarschaft befinden sich der Großmarkt New Covent Garden Market und die Botschaft der Vereinigten Staaten. Der Bahnhof Nine Elms, von 1838 bis 1848 die Londoner Endstation der London and South Western Railway, befand sich in unmittelbarer Nähe.

## Bauwerk
Für die Planung und den Bau des U-Bahnhofs war das Unternehmen Ferrovial Agroman Laing O’Rourke zuständig, für die Planung der ebenfalls neu entstehenden angrenzenden Gebäude Assael Architecture. Art on the Underground, das Kulturprogramm von Transport for London (TfL), teilte im September 2019 mit, dass die Künstlerin Samara Scott beauftragt worden sei, in der Haupthalle ein permanentes Kunstwerk zu installieren. Nur zwei Wochen vor der Eröffnung folgte die Mitteilung, dass das Kunstwerk «aus technischen Gründen» nicht installiert werden könne. Es soll ein neuer Gestaltungswettbewerb für einen Ersatz durchgeführt werden.
Die künftige Überbauung der Bahnhofareals wird über 400 neue Wohnungen, Büroräume, Einzelhandelsflächen und einen neuen öffentlichen Platz umfassen, wodurch TfL einen Teil der Baukosten wieder hereinholen und langfristige Einnahmen erzielen kann. Ein Bogen unter dem angrenzenden Bahnviadukt von Nine Elms nach Waterloo wird als Fußgängerweg geöffnet. Dieser ermöglicht eine einfachere Nord-Süd-Verbindung durch das Gebiet und verbessert den Zugang zu den Embassy Gardens sowie zur US-Botschaft.

## Geschichte

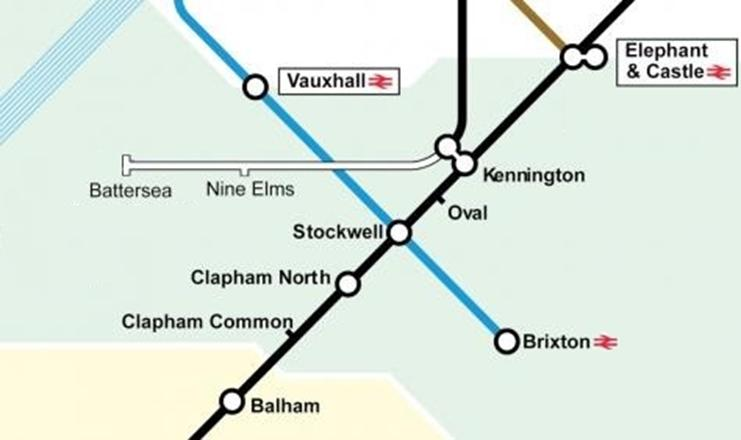
Streckenskizze

Als Pläne für die Umnutzung des stillgelegten denkmalgeschützten Kohlekraftwerks Battersea Power Station konkrete Formen annahmen, begannen private Immobilienentwickler 2006 mit TfL über eine mögliche Erschließung des Areals durch die U-Bahn zu verhandeln. Der 2009 genehmigte Neubau der US-Botschaft in Nine Elms (2018 vollendet) erhöhte die Realisierungschancen weiter. Im April 2010 präsentierte Bürgermeister Boris Johnson einen Verkehrsstrategieplan, der ausdrücklich den Bau einer Zweigstrecke der Northern Line von Kennington zur vorläufigen Endstation Battersea Power Station vorsah. Die Kosten wurden auf 1,1 Milliarden Pfund veranschlagt. Der Rat des zuständigen London Borough of Wandsworth entschied sich im November 2010 unter vier vorgeschlagenen Optionen für jene, die eine Zwischenstation in Nine Elms vorsah. Die U-Bahn-Verlängerung war Teil eines ambitionierten Stadterneuerungsprojekts im Wert von 5½ Milliarden Pfund, mit dem die bisher unterentwickelte Stadtteile Nine Elms und Battersea aufgewertet werden sollen. Einen Monat später genehmigte Johnson die Finanzierung, worauf die Detailplanung begann.
Nachdem das Verkehrsministerium im November 2014 die endgültige Baugenehmigung erteilt hatte, erfolgte am 23. November 2015 der Spatenstich. Während die Tunnel mit Tunnelbohrmaschinen vorgetrieben wurden, entstand die Station in offener Bauweise. Ursprünglich hätten die Station und die Battersea-Zweigstrecke im Jahr 2020 eröffnet werden sollen, doch im Dezember 2018 gab Bürgermeister Sadiq Khan bekannt, dass sich die Fertigstellung um ein Jahr verzögern werde. Berichten zufolge war ein Grund für die Verzögerung die Notwendigkeit, die Kapazität der Stationen zu erhöhen, um eine höhere Anzahl von Fahrgästen als ursprünglich prognostiziert zu bewältigen. Im Juni 2019 waren die umfangreichen Tunnel- und Gleisarbeiten abgeschlossen, und zum ersten Mal verkehrte ein Arbeitszug auf der Strecke. Die Eröffnung erfolgte am frühen Morgen des 20. September 2021. Es bestehen Pläne, die Zweigstrecke weiter zum Bahnhof Clapham Junction zu verlängern.